# Han Deqiang
Han Deqiang (韩德强; Hán Déqiáng, * 1967) ist Wirtschaftswissenschaftler und der bekannteste Globalisierungskritiker der Volksrepublik China. Er lehrt als Professor für Statistik an der Universität für Luft- und Raumfahrt Peking.
Bekannt wurde Han Deqiang mit seinem 2000 erschienenen Buch Pèngzhuàng: Quánqiúhuà xiànjǐng yǔ Zhōngguó xiànshí xuǎnzé („Zusammenstoß: Die Globalisierungsfalle und Chinas wirkliche Wahl“), das in China heftige Diskussionen auslöste. Han warnte darin vor dem Beitritt Chinas zur Welthandelsorganisation, die den unteren Klassen Chinas, den Arbeitern und Bauern, überwiegend Nachteile bringen werde. Darüber hinaus formulierte er eine grundsätzliche scharfe Kritik der „Marktgläubigkeit“, von der die Eliten Chinas befallen seien. Da momentan eine generelle Überwindung des Kapitalismus nicht in Aussicht stehe, fordert Han protektionistische Maßnahmen und plädiert dafür, in China eine staatlich geschützte soziale Marktwirtschaft zu entwickeln: so seien die Spielregeln des Welthandels faktisch von den USA diktiert, die beispielsweise von China verlangen würden, seinen Telekommunikationsmarkt zu öffnen, während sie selbst gleichzeitig ihre eigene Textilindustrie gegen Konkurrenz aus China protektionistisch abschotteten. Gelegentlich wurde gegen Han der Vorwurf des Antiamerikanismus erhoben. Er antwortet darauf mit dem Hinweis, es gehe ihm nur darum, die „Reisschüsseln seines Volkes zu verteidigen“.
Durch das Buch wurde Han zu einem der prominentesten Intellektuellen der chinesischen „neuen Linken“. 2003 erregte er Aufsehen, indem er eine Petition gegen den Irakkrieg der USA initiierte, in der die Irak-Politik der US-Regierung in weitaus schärferer Form verurteilt wurde, als durch die chinesische Regierung. Im selben Jahr machte er auf einer internationalen Marx-Konferenz in Havanna Schlagzeilen, da er in einem Vortrag Mao Zedong und die chinesische Kulturrevolution verteidigte und die kubanischen Intellektuellen vor einer Orientierung am neuen chinesischen „Marktsozialismus“ warnte. Han behauptete, dass die Kommunistische Partei Chinas heute nicht mehr die Interessen von Arbeitern und Bauern vertrete, sondern sich an kapitalistische Eliten orientiere.
Auch auf dem Gebiet der Gesundheitspolitik meldete Han sich zu Wort, indem er die „Verwestlichung“ des chinesischen Gesundheitswesens kritisierte und forderte, sich stärker auf die traditionelle chinesische Medizin zu stützen.
Als „chinesischer Patriot“ tritt Han Deqiang dafür ein, die Errungenschaften der westlichen Denktradition, deren Leistungen im Umgang mit empirischen Daten und in der Konstruktion theoretischer Modelle lägen, mit den Entwicklungen der asiatischen Tradition zu kombinieren, die danach strebe, das Wesen der Dinge zu ergründen. Die Linke ruft er auf, ihre ethischen Fundamente stärker auszubauen und dem Kampf gegen den Egoismus mehr Bedeutung beizumessen.

## Werke
- Pèngzhuàng: Quánqiúhuà xiànjǐng yǔ Zhōngguó xiànshí xuǎnzé 碰撞：全球化陷阱与中国现实选择, Jīngjì guǎnlǐ chūbǎnshè 经济管理出版社 2000, ISBN 9787801189189.
- Sàmiù’ěrsēn «Jīngjìxué» pīpàn: Jìngzhēng jīngjìxué 萨缪尔森《经济学》批判：竞争经济学, Jīngjì kēxué chūbǎnshè 经济科学出版社 2002, ISBN 9787505832596.
- Zhěngtǐ guǎnlǐ 整体管理, Zhōngguó shèhuì kēxué chūbǎnshè 中国社会科学出版社 2007, ISBN 9787500464341.